# Park Street (MBTA-Station)
Park Street  ist der Name einer auf zwei Ebenen als Turmbahnhof angelegten U-Bahn-Station der Massachusetts Bay Transportation Authority (MBTA) im Stadtzentrum von Boston im Bundesstaat Massachusetts der Vereinigten Staaten. Sie bietet Zugang zu den Linien Red Line und Green Line sowie über einen Verbindungstunnel zur benachbarten Station Downtown Crossing Umstiegsmöglichkeiten zur U-Bahn Orange Line und zum Bus-Rapid-Transit-System der Silver Line.

## Geschichte
Die Station Park Street wurde für die Green Line am 3. September 1897 eröffnet und am 23. März 1912 um eine zweite Ebene für die Red Line erweitert. Der U-Bahnhof ist damit gemeinsam mit der Station Boylston eine der beiden ältesten U-Bahn-Stationen in den gesamten Vereinigten Staaten.

## Bahnanlagen

### Gleis-, Signal- und Sicherungsanlagen
Der U-Bahnhof verfügt über sechs Gleise, von denen zwei auf der unteren Ebene für die Züge der Red Line und vier auf der ersten Ebene für die Straßenbahnen („Light rail“-Fahrzeuge) der Green Line zur Verfügung stehen. Die Gleise der Red Line sind über einen Mittelbahnsteig und zwei Seitenbahnsteige zugänglich (bekannt als „Spanische Lösung“), die Gleise der Green Line können über zwei Mittel- und einen Seitenbahnsteig erreicht werden.

### Gebäude
Der U-Bahnhof befindet sich an der Kreuzung von Tremont Street und der namensgebenden Park Street. Er ist vollständig barrierefrei zugänglich.

## Umfeld
An der Station bestehen Anschlussverbindungen an zwei Buslinien der MBTA. In der unmittelbaren Umgebung befinden sich der Boston Common, das Massachusetts State House, das Emerson College, die Suffolk University, der Freedom Trail und die Newbury Street.